# Donner und Blitzen River
Der Donner und Blitzen River ist ein 97 km langer Zufluss des Malheur Lake im Harney County im Südosten des US-Bundesstaates Oregon.
Der Flussname entstand 1864 durch deutschstämmige Soldaten, die den Fluss während eines Gewitters durchquerten.

## Flusslauf
Der Donner und Blitzen River hat seine Quelle südwestlich des Steens Mountain.
Von dort fließt er in nördlicher Richtung durch die Hochwüste von Oregon und mündet schließlich in den 1250 m hoch gelegenen Malheur Lake. Das Einzugsgebiet umfasst 2045 km². Ankle Creek, Mud Creek, Indian Creek, Little Blitzen River und Fish Creek entspringen alle am Westhang des Steens Mountain und münden rechtsseitig in den Donner und Blitzen River. Oberhalb der Einmündung des Little Blitzen River wird der Fluss auch als South Fork Blitzen River bezeichnet. Am Page Springs Dam, einem kleinen Staubauwerk am Fluss, zweigen zwei Bewässerungskanäle ab. Die höchsten monatlichen Abflüsse treten während der Schneeschmelze im Monat Mai auf.

## Ökologie
Oberhalb des Page Springs Dam findet man im Flusssystem Oncorhynchus mykiss gairdneri, eine Unterart der Regenbogenforelle. Weitere Fischarten sind Prosopium williamsoni, Rhinichthys cataractae und Cottus bairdii.
Der Oberlauf des Donner und Blitzen River sowie mehrere Zuflüsse wurden 1988 als National Wild and Scenic River klassifiziert.